# يو دبليو إن برايمتايم لايف
يو دبليو إن برايمتايم لايف هي مصارعة محترفة إسبوعية من نوع الدفع مقابل المشاهدة من إنتاج تحالف المصارعة الوطني (إن دبليو إيه) ويونايتد ريسلينغ نيتورك (يو دبليو إن).

## التاريخ
في 10 أغسطس 2020، أصدرت يونايتد ريسلينغ نيتورك (يو دبليو إن) بيانًا بأنها ستشترك مع تحالف المصارعة الوطني (إن دبليو إيه) لإنتاج يو دبليو إن برايمتايم لايف، والتي سيتم بثها أسبوعيًا من لونغ بيتش بكاليفورنيا، في استوديهات ثاندر. في 15 سبتمبر، أنتجت يو دبليو إن برايمتايم لايف أول أحداثها مدفوعة، حيث دافع بطل بطولة الوزن الثقيل العالمية إن دبليو إيه نيك ألديس، عن اللقب بنجاح ضد مايك بينيت في الحدث الرئيسي.
في حلقة 29 سبتمبر من يو دبليو إن برايمتايم لايف، هزم تريفور مردوخ بطل الوزن الثقيل الوطنية إن دبليو إيه آرون ستيفنز للفوز باللقب، مسجلًا أول تغيير في العنوان في يو دبليو إن برايمتايم لايف. تقوم إن دبليو إيه حاليًا ببث لقطات برايمتايم لايف كبرنامج تلفزيوني أسبوعي على الويب تحت اسم شوكْوايف منذ 2 ديسمبر 2020، على قناة إن دبليو إيه على يوتيوب، حيث حل محل الفترة الزمنية لبرنامج إن دبليو إيه باور.